# Warla
Warla (nep. वार्ला) – gaun wikas samiti w zachodniej części Nepalu w strefie Seti w dystrykcie Achham. Według nepalskiego spisu powszechnego z 2011 roku liczył on 664 gospodarstwa domowe i 3735 mieszkańców (1925 kobiet i 1810 mężczyzn).